# Conjunt històric de Móra la Nova
El conjunt històric de Móra la Nova és el centre històric de Móra la Nova catalogat a l'Inventari del Patrimoni Arquitectònic de Catalunya.
Situat dins del nucli urbà de la població de Móra la Nova, a la banda de ponent del terme i delimitat pels carrers de la Unió, Prim, de l'Hostal, i Sant Josep. Nucli primitiu de la vila de Móra la Nova, de planta allargassada i amb la plaça de la Verdura situada al centre de l'entramat. Està format per un seguit de carrers estrets i de traçat rectilini, exceptuant la Travessera i el carrer de la Unió. Predominen les construccions unifamiliars de planta rectangular, distribuïts en planta baixa, un o dos pisos i golfes. Majoritàriament, les obertures són rectangulars, amb alguns portals d'arc rebaixat o bé de mig punt. Als pisos abunden els balcons exempts, amb baranes de ferro i llosanes motllurades. En origen, les construccions solien ser de fang i argila, amb poca pedra i bigues de fusta. Actualment, molts d'aquests edificis han estat rehabilitats i presenten els paraments arrebossats i pintats. Hi ha carrers gairebé nous, com el de Prim, que no té construccions antigues.
La vila de Móra la Nova és a la riba oriental de l'Ebre, a un 30 metres d'alçada en una plana al·luvial del riu. Com el seu nom indica, Móra la Nova és de creació recent i aconseguí la seva independència municipal vers el 1840. Antigament era anomenat com els Masos de Móra i havia format part del terme del castell de Móra que fou dels Entença i formà part del comtat de Prades. Els carrers més destacats de la vila són el carrer Major, el de Lluís Companys i la plaça de Catalunya. Entre les construccions més destacables cal destacar el Mas de la Coixa, una de les construccions més antigues de la vila que data possiblement del segle xviii, i l'església de la Mare de Déu del Remei, construïda després de la guerra civil donat que l'antiga fou destruïda durant el conflicte.
Al cap de molt pocs anys d'aconseguir la independència municipal, un cens de Madoz diu que el nucli estava format per una 100 cases que formaven una plaça i sis carrers. Posteriorment a principis del segle XX ja hi havien registrats 345 edificis a la vila, quan encara no s'havia construït el pont de l'Ebre. El carrer més ample d'aquell moment era el carrer Major (dit llavor de Mendizábal) i ja existia el raval de Santa Teresa. L'ampliació urbanística es va estendre a la dreta del camí llarg camí que uneix el nucli antic amb l'estació.
La festa major, en honor de Sant Domènec Guzmán, se celebra el primer diumenge d'agost juntament amb el ball de les Nits Blanques, festa social de presentació de les noies que arriben a la majoria d'edat.